# Parti révolutionnaire institutionnel
Le Parti révolutionnaire institutionnel ou PRI (en espagnol : Partido Revolucionario Institucional) est une des principales forces politiques du Mexique. Il est né en 1929 sous l'impulsion du général Calles. Il est membre de l'Internationale socialiste et membre fondateur de la COPPPAL.
Originellement nationaliste et de gauche, le PRI se tourne vers le centre droit à partir des années 1980,,,. 

## Identité visuelle

## Histoire

### Parti national révolutionnaire
Le 4 mars 1929, à l'initiative du général Plutarco Elías Calles, plusieurs organisations nationales, étatiques et locales issues de la révolution de 1910 (dont les communistes de la CGT) fusionnent pour fonder le Parti national révolutionnaire (PNR). Un décret obligea alors tous les fonctionnaires gouvernementaux à cotiser à ce parti, ce qui lui assura une aisance financière et un statut semi-officiel.

### Parti de la révolution mexicaine
Le 30 mars 1938, le président Lázaro Cárdenas déclare formellement la création de l'Assemblée nationale constitutive du Parti de la révolution mexicaine (Partido de la Revolución Mexicana - PRM) qui succède au PNR. Le plus dynamique des secteurs était le secteur ouvrier intégré par la CTM fondée par Lázaro Cárdenas, la CROM (Confederación Regional Obrera Mexicana), les communistes de la CGT ainsi que par les syndicats de mineurs-métallurgistes et d'électriciens. La Confédération nationale paysanne (Confederación Nacional Campesina - CNC) créée en août 1938 représentait le secteur agricole. Les forces armées sont elles aussi intégrées au PRM. Elles en sortiront en 1940.
Le président Lázaro Cárdenas qui milita dans l'aile gauche du PRI reçoit en 1955 le prix Staline pour la paix. Son président pour la période 1939-1940, le général Heriberto Jara Corona, reçoit le prix Staline pour la paix en 1950.
Le manifeste daté du 18 décembre 1937 du président Lázaro Cárdenas lors de la transformation du PNR en PRM indique :

« Es preciso rectificar […] para tranquilidad de nuestras masas y para fortalecimiento de nuestra vida política, haciendo que el PNR se transforma en un partido de trabajadores en que el derecho y la opinión de las mayorías sean la forma fundamental de su propósito, y el bienestar general y el engrandecimiento de la Patria la liga que los una al poder público, haciendo de éste una prolongación de las determinaciones de la colectividad organizada. »

« Il faut rectifier [le parti] pour la tranquillité de nos masses et le renforcement de notre vie politique, en faisant en sorte que le PNR se transforme en un parti de travailleurs où le droit et l'opinion des majorités soient la forme fondamentale de son projet, et le bien-être général et l'exaltation de la Patrie [soient] le lien qui les unisse au pouvoir public, en faisant de celui-ci le prolongement des déterminations de la collectivité organisée. »

### Création du PRI
Enfin en janvier 1946, la seconde grande convention du Parti de la révolution mexicaine donne naissance au Parti révolutionnaire institutionnel (PRI).
Dans les années 1960, un rapport de la police secrète (dont les archives ont été partiellement ouvertes en 2000) décrit la doctrine que doit suivre le PRI dans ses relations avec les médias : « La propagande politique doit utiliser tous les moyens de communication - les mots écrits pour les lettrés, les images graphiques, les utilisations audiovisuelles de la radio, de la télévision et du cinéma pour les moins instruits - [ainsi] nous pourrons concevoir un monde dominé par une tyrannie invisible qui adoptera la forme extérieure d'un gouvernement démocratique ». Pour Mario Vargas Llosa, l’hégémonie quasi-absolue du PRI sur les institutions mexicaines constitue une « dictature parfaite (…) parce que c'est une dictature tellement camouflée qu'elle semble ne pas en être une ».
En 1988, Cuauhtémoc Cárdenas, contestant l'orientation droitière de la direction du parti, se porte candidat à l'élection présidentielle. Le soir du scrutin, alors qu'il bénéficiait d'une confortable avance tant dans les sondages pré-électoraux que sortis des urnes, le système de comptage « tombe en panne ». Lorsque les résultats sont finalement publiés, son adversaire Carlos Salinas de Gortari, candidat officiel du PRI, est annoncé victorieux. En 1994, le candidat du PRI Luis Donaldo Colosio menace de rompre avec la ligne de son prédécesseur, mais est assassiné.
Après 70 ans à la tête du pays, le PRI perd l'élection présidentielle du 2 juillet 2000 au profit du candidat du Parti action nationale (PAN), Vicente Fox. Le nouveau pouvoir, qui avait promis pendant la campagne d'ouvrir les archives de l’État sur certains faits criminels imputés au PRI, pactise finalement avec ce dernier. Le PRI négocie son soutien à certaines réformes en échange de l'impunité.
En 2012, le PRI gagne l'élection présidentielle avec son candidat Enrique Peña Nieto, profitant de l'échec du PAN en matière de lutte contre la criminalité et des faibles performances économiques du pays sous sa présidence. Le PRI s'écroule lors des élections de 2018. Son score à l’élection présidentielle tombe à 17 %, contre 39 % six ans plus tôt. Il ne conserve que 8 % des sièges à la Chambre basse et 17 % au Sénat (contre 40 % dans les deux chambres auparavant). La multiplication des scandales de corruption ont joué un rôle important dans sa chute de popularité.

### Scissions internes

#### Affaires judiciaires
En dépit des efforts de « régénération » qu'entendait soutenir le PRI après son passage dans l'opposition, entre 2000 et 2012, une série de scandales éclabousse l’administration du président Peña Nieto.
En avril 2017, l’ex-gouverneur de Veracruz Javier Duarte, autrefois désigné comme l'incarnation de cette régénération, est arrêté au Guatemala après six mois de fuite accusé d'avoir détourné des centaines de millions de dollars par l'intermédiaire d’entreprises fantômes qui bénéficiaient de contrats publics. L'accusation éprouve des difficultés a réunir des preuves opposables devant un tribunal,.
L'ex-gouverneur de l'État de Chihuahua, César Duarte Jáquez, est en cavale depuis mai 2017 ; quant au gouverneur de Quintana Roo, Roberto Borge Angulo, il est également inculpé pour corruption en juin 2017 après avoir été capturé au Panama.
L'ex-gouverneur de l'État de Tamaulipas Tomás Yarrington (es) (qui était en fuite depuis 2012) a été capturé le 9 avril 2017 à Florence et emprisonné au Mexique, puis extradé aux États-Unis le 20 avril 2018, faisant l'objet d'accusations de corruption, d'extorsion, de fraudes, de blanchiment et de liens avec le crime organisé (son procès est prévu pour 2020 et devrait se tenir à Brownsville).
Mercedes del Carmen Guillén Vicente (es), et qui fut secrétaire générale du gouvernement du Tamaulipas (no 2 de l'État) durant la gouvernance de Yarrington, puis procureure générale de cet État, a fait l'objet de sanctions par le pouvoir judiciaire fédéral le 21 février 2017 pour obstruction à la justice dans les affaires concernant l'ex-gouverneur de l'État du Chiapas Juan Sabines Guerrero et celles concernant l'ex procureur général de la PGR (es) Jesús Murillo Karam (es), alors qu'elle occupait le poste de présidente de la commission fédérale de gouvernance,.
Le cartel dirigé par le narcotrafiquant Joaquín Guzmán aurait versé des pots-de-vin à tous les échelons gouvernementaux sous le PRI, dont 100 millions de dollars au président Pena Nieto.

## Idéologie
Le PRI se présente dans sa déclaration de principes comme un parti « nationaliste, démocratique et populaire ».

## Affiliations internationales
Le PRI est membre de plein droit de l'Internationale socialiste et de la COPPPAL. En juin 2014, le PRI organise le Conseil mondial de l'Internationale socialiste qui s'est tenu à Mexico,,,.

## Dirigeants

### Présidents du Mexique issus du parti
- 1928-1930 : Emilio Portes Gil (PNR)
- 1930-1932 : Pascual Ortiz Rubio (PNR)
- 1932-1934 : Abelardo L. Rodríguez (PNR)
- 1934-1940 : Lázaro Cárdenas (PRM)
- 1940-1946 : Manuel Ávila Camacho
- 1946-1952 : Miguel Alemán Valdés
- 1952-1958 : Adolfo Ruiz Cortines
- 1958-1964 : Adolfo López Mateos
- 1964-1970 : Gustavo Díaz Ordaz
- 1970-1976 : Luis Echevarría Álvarez
- 1976-1982 : José López Portillo y Pacheco
- 1982-1988 : Miguel de la Madrid Hurtado
- 1988-1994 : Carlos Salinas de Gortari
- 1994-2000 : Ernesto Zedillo Ponce de León
- 2012-2018 : Enrique Peña Nieto

### Présidents du PNR, PRM et PRI
| N° | Portrait | Président               | Durée                           |
| -- | -------- | ----------------------- | ------------------------------- |
| 1  |          | Manuel Pérez Treviño    | 4 mars 1929 - 11 février 1930   |
| 2  |          | Basilio Vadillo         | 11 février 1930 - 22 avril 1930 |
| 3  |          | Emilio Portes Gil       | 22 avril 1930 - 15 octobre 1930 |
| 4  |          | Lázaro Cárdenas         | 15 octobre 1930 - 25 août 1931  |
| 5  |          | Manuel Pérez Treviño    | 28 août 1931 - 12 mai 1933      |
| 6  |          | Melchor Ortega Camarena | 12 mai 1933 - 9 juin 1933       |
| 7  |          | Carlos Riva Palacio     | 25 août 1933 - 14 décembre 1934 |
| 8  |          | Matías Ramos            | 14 décembre 1934 - 15 juin 1935 |
| 9  |          | Emilio Portes Gil       | 15 juin 1935 - 26 août 1936     |
| 10 |          | Silvano Barba González  | 26 août 1936 - 2 avril 1938     |

| N° | Portrait | Président              | Durée                             |
| -- | -------- | ---------------------- | --------------------------------- |
| 10 |          | Silvano Barba González | 26 août 1936 - 2 avril 1938       |
| 11 |          | Luis I. Rodríguez      | 2 avril 1938 - 19 juin 1939       |
| 12 |          | Heriberto Jara Corona  | 19 juin 1939 - 2 décembre 1940    |
| 13 |          | Florencio Padilla      | 2 décembre 1940 - 19 janvier 1946 |

| N° | Portrait | Président                       | Durée                                |
| -- | -------- | ------------------------------- | ------------------------------------ |
| 14 |          | Rafael Pascasio Gamboa          | 19 janvier 1946 - 5 décembre 1946    |
| 15 |          | Rodolfo Sánchez Taboada         | 4 décembre 1946 - 4 décembre 1952    |
| 16 |          | Gabriel Leyva Velázquez         | 4 décembre 1952 - 26 avril 1956      |
| 17 |          | Agustín Olachea                 | 26 avril 1956 - 3 décembre 1958      |
| 18 |          | Alfonso Corona del Rosal        | 4 décembre 1958 - 1er décembre 1964  |
| 19 |          | Carlos Alberto Madrazo Becerra  | 6 décembre 1964 - 22 novembre 1965   |
| 20 |          | Lauro Ortega Martínez           | 22 novembre 1965 - 27 février 1968   |
| 21 |          | Alfonso Martínez Domínguez      | 27 février 1968 - 7 décembre 1970    |
| 22 |          | Manuel Sánchez Vite             | 7 décembre 1970 - 21 février 1972    |
| 23 |          | Jesús Reyes Heroles             | 21 février 1972 - 25 septembre 1975  |
| 24 |          | Porfirio Muñoz Ledo             | 25 septembre 1975 - 4 décembre 1976  |
| 25 |          | Carlos Sansores Pérez           | 4 décembre 1976 - 8 février 1979     |
| 26 |          | Gustavo Carvajal Moreno         | 8 février 1979 - 19 mars 1981        |
| 27 |          | Javier García Paniagua          | 19 mars 1981 - 14 octobre 1981       |
| 28 |          | Pedro Ojeda Paullada            | 14 octobre 1981 - 2 décembre 1982    |
| 29 |          | Adolfo Lugo Verduzco            | 2 décembre 1982 - 8 décembre 1986    |
| 30 |          | Jorge de la Vega Domínguez      | 8 octobre 1986 - 3 décembre 1988     |
| 31 |          | Luis Donaldo Colosio            | 3 décembre 1988 - 13 avril 1992      |
| 32 |          | Rafael Rodríguez Barrera        | 13 avril 1992 - 14 mai 1992          |
| 33 |          | Genaro Borrego Estrada          | 14 mai 1992 - 30 mars 1993           |
| 34 |          | Fernando Ortiz Arana            | 30 mars 1993 - 13 mai 1994           |
| 35 |          | Ignacio Pichardo Pagaza         | 13 mai 1994 - 3 décembre 1994        |
| 36 |          | María de los Ángeles Moreno     | 3 décembre 1994 - 19 août 1995       |
| 37 |          | Santiago Oñate Laborde          | 19 août 1995 - 13 décembre 1996      |
| 38 |          | Humberto Roque Villanueva       | 15 décembre 1996 - 11 septembre 1997 |
| 39 |          | Mariano Palacios Alcocer        | 11 septembre 1997 - 31 mars 1999     |
| 40 |          | José Antonio González Fernández | 1er avril 1999 - 30 novembre 1999    |
| 41 |          | Dulce María Sauri Riancho       | 1er décembre 1999 - 4 mars 2002      |
| 42 |          | Roberto Madrazo                 | 4 mars 2002 - 31 août 2005           |
| 43 |          | Mariano Palacios Alcocer        | 31 août 2005 - 3 mars 2007           |
| 44 |          | Beatriz Paredes Rangel          | 4 mars 2007 - 4 mars 2011            |
| 45 |          | Humberto Moreira                | 4 mars 2011 - 2 décembre 2011        |
| 46 |          | Cristina Díaz Salazar           | 2 décembre 2011 - 8 décembre 2011    |
| 47 |          | Pedro Joaquín Coldwell          | 8 décembre 2011 - 30 novembre 2012   |
| 48 |          | Cristina Díaz Salazar           | 30 novembre 2012 - 11 décembre 2012  |
| 49 |          | César Camacho Quiroz            | 11 décembre 2012 - 20 août 2015      |
| 50 |          | Manlio Fabio Beltrones          | 20 août 2015 - 20 juin 2016          |
| 51 |          | Carolina Monroy del Mazo        | 21 juin 2016 - 12 juillet 2016       |
| 52 |          | Enrique Ochoa Reza              | 13 juillet 2016 - 2 mai 2018         |
| 53 |          | René Juárez Cisneros            | 2 mai 2018 - 16 juillet 2018         |
| 54 |          | Claudia Ruiz Massieu            | 16 juillet 2018 - 18 août 2019       |
| 55 |          | Alejandro Moreno Cárdenas       | 18 août 2019 - en cours              |